# Pyrausta perfervidalis
Pyrausta perfervidalis là một loài bướm đêm trong họ Crambidae.